# Whiteman Air Force Base
Pour les articles homonymes, voir Whiteman.
Whiteman Air Force Base est une base de l'United States Air Force située dans le Missouri à une centaine de kilomètres au sud-est de Kansas City.

## Unités
Whiteman AFB abrite en 2009 les unités suivantes :
- 509th Bomb Wing de l'Air Combat Command sur B-2 et T-38
- 131st Bomb Wing de l'Air National Guard sur B-2
- 442nd Fighter Wing de l'Air Force Reserve Command sur A-10A
- 1/135th Aviation Battalion de la garde nationale des États-Unis sur AH-64 Apache
- Navy Reserve's Mobile Inshore Undersea Warfare Unit 114 dont la mission est d'assurer la surveillance, le renseignement et les mesures de protection de moyens maritimes.

## Historique

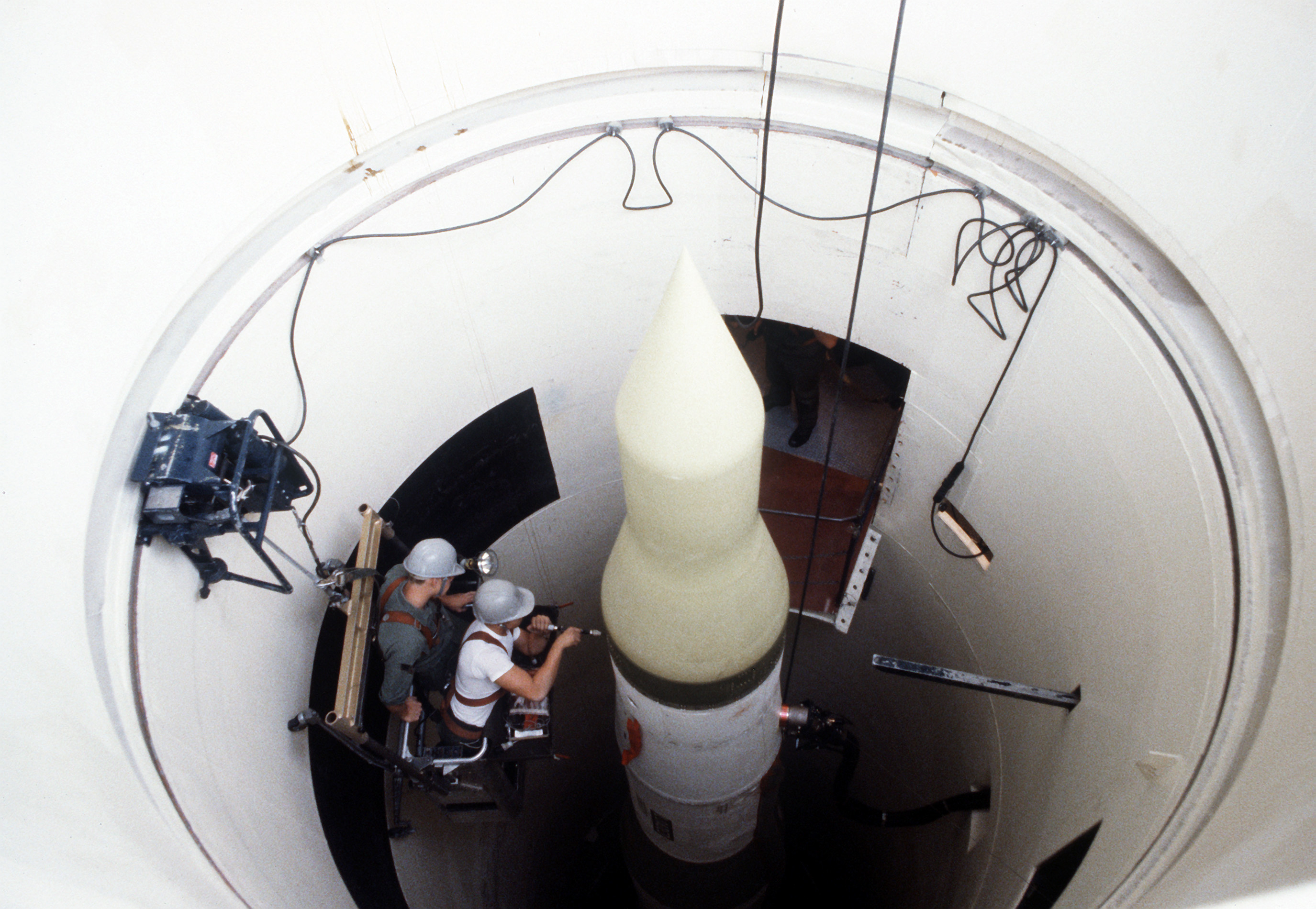
Minuteman III dans son silo en 1980

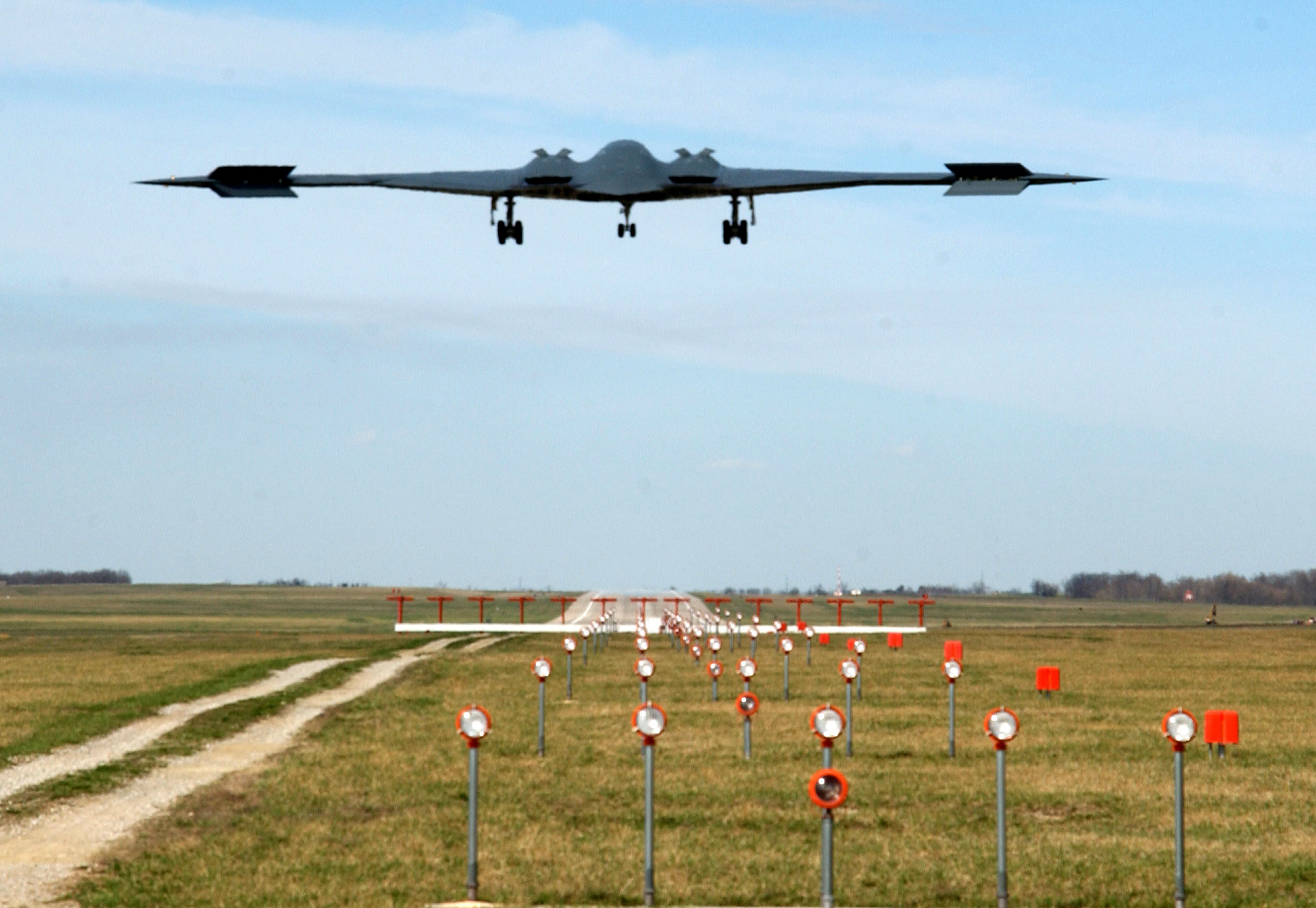
Retour de mission d'un B-2 pendant l'opération Liberté irakienne après un vol de trente heures en 2003

La base est créée le 6 août 1942 en tant que Sedalia Glider Base. 
En août 1951, le Strategic Air Command décide la construction de la nouvelle base de Sedalia Air Force Base, les travaux commençant début 1952. Le 340th Bombardment Wing, sur B-47 et KC-97, est activé à Sedalia AFB en octobre 1952.
Sedalia AFB est renommée Whiteman AFB le 3 décembre 1955 en l'honneur du lieutenant George A. Whiteman, natif de Sedalia, qui fut l'un des premiers pilotes américains tués au combat pendant la Seconde Guerre mondiale, alors que son Curtiss P-40 Warhawk s'est fait descendre alors qu'il tentait de décoller de Pearl Harbor le 7 décembre 1941.
Le 340th BW quitte Whiteman AFB en 1960 pour Bergstrom Air Force Base.
En février 1962, le 351st Strategic Wing, une escadre équipée de missiles balistiques intercontinentaux Minuteman est activée à Whiteman. Le 351st SMW assure sa mission stratégique jusqu'à sa dissolution le 31 juillet 1995.

Le 509th Bomb Wing est activé sur la base de Whiteman le 30 septembre 1990. Avec le 442nd Fighter Wing de l'Air Force Reserve Command, c'est, en 2007, l'unité principale de Whiteman AFB.

Selon la Federation of American Scientists, la base contiendrait en 2006 un total de 136 bombes nucléaires réparties en 35 bombes B61-7, 41 B61-11 et 60 B83-0/B83-1. Elles sont toutes destinées aux B-2.

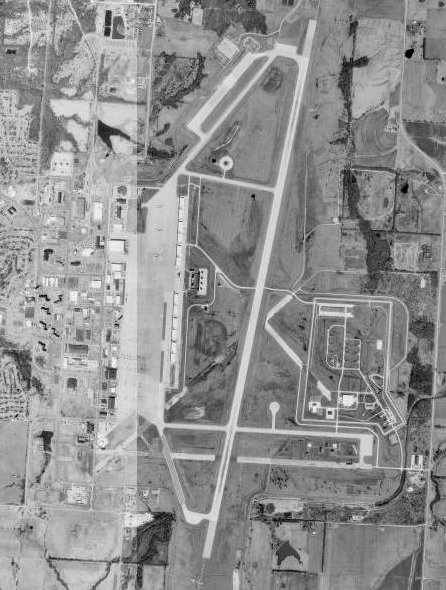
Whiteman AFB en 1996

En 2019, il est prévu qu'à la fin des années 2020, Whiteman soit l’une des trois bases où seront stationnés les bombardiers stratégiques B-21 Raider.